# Lapillopsidae
Lapillopsidae — родина викопних земноводних вимерлого ряду темноспондилів (Temnospondyli). Родина існувала у тріасовому періоді (240-235 млн років тому). Скам'янілі рештки представників родини знайдені в Австралії та  Індії, які у тріасі були частиною Гондвани.

## Опис
Це були дрібні наземні хижаки, що полювали на безхребетних. Череп Lapillopsis був завдовжки 15 мм, в цей час як череп Rotaurisaurus сягав десяти сантиметрів. Тіло було пристосоване до наземного способу життя: короткі тулуб та хвіст. міцні кінцівки та непропорційно велика та широка голова.

## Роди
- Lapillopsis
- Rhigerpeton
- Rotaurisaurus
- Manubrantlia